# Allotisis rara
Allotisis rara är en skalbaggsart som beskrevs av Wang 2000. Allotisis rara ingår i släktet Allotisis och familjen långhorningar. Inga underarter finns listade i Catalogue of Life.